# Microhyla borneensis
Microhyla borneensis är en groddjursart som beskrevs av Parker 1928. Microhyla borneensis ingår i släktet Microhyla och familjen Microhylidae. IUCN kategoriserar arten globalt som livskraftig. Inga underarter finns listade i Catalogue of Life.